# Coleophora polichomriensis
Coleophora polichomriensis é uma espécie de mariposa do gênero Coleophora pertencente à família Coleophoridae.